# Wereldkampioenschap superbike van Donington 1997
Het wereldkampioenschap superbike van Donington 1997 was de derde ronde van het wereldkampioenschap superbike en de tweede ronde van de wereldserie Supersport 1997. De races werden verreden op 4 mei 1997 op Donington Park in North West Leicestershire, Verenigd Koninkrijk.

## Superbike
Coureurs die deelnamen aan het Europees kampioenschap superbike en coureurs die deelnamen met motorfietsen die aan andere technische reglementen voldeden, kwamen niet in aanmerking om punten te scoren in het wereldkampioenschap.

### Race 1
| Pos | Nr | Rijder               | Constructeur | Rondes | Tijd         | Grid | Punten |
| --- | -- | -------------------- | ------------ | ------ | ------------ | ---- | ------ |
| 1   | 2  | Aaron Slight         | Honda        | 25     | 39:52.127    | 2    | 25     |
| 2   | 4  | Carl Fogarty         | Ducati       | 25     | +1.683       | 3    | 20     |
| 3   | 6  | Simon Crafar         | Kawasaki     | 25     | +4.451       | 5    | 16     |
| 4   | 9  | Neil Hodgson         | Ducati       | 25     | +4.654       | 1    | 13     |
| 5   | 45 | Colin Edwards        | Yamaha       | 25     | +9.348       | 7    | 11     |
| 6   | 22 | Scott Russell        | Yamaha       | 25     | +10.738      | 6    | 10     |
| 7   | 41 | Niall Mackenzie      | Yamaha       | 25     | +19.991      | 11   | 9      |
| 8   | 12 | James Whitham        | Suzuki       | 25     | +29.310      | 12   | 8      |
| 9   | 33 | John Reynolds        | Ducati       | 25     | +29.699      | 13   | 7      |
| 10  | 3  | John Kocinski        | Honda        | 25     | +30.100      | 9    | 6      |
| 11  | 15 | Piergiorgio Bontempi | Kawasaki     | 25     | +31.571      | 10   | 5      |
| 12  | 16 | Christer Lindholm    | Yamaha       | 25     | +51.420      | 14   | 4      |
| 13  | 35 | Gregorio Lavilla     | Ducati       | 25     | +1:04.142    | 15   | 3      |
| 14  | 44 | Sean Emmett          | Ducati       | 25     | +1:07.982    | 17   | 2      |
| 15  | 11 | Mike Hale            | Suzuki       | 25     | +1:08.719    | 19   | 1      |
| 16  | 14 | James Haydon         | Ducati       | 25     | +1:12.311    | 18   |        |
| 17  | 13 | Andreas Meklau       | Ducati       | 25     | +1:12.495    | 22   |        |
| 18  | 17 | Pere Riba            | Honda        | 25     | +1:32.639    | 20   |        |
| 19  | 43 | Christian Lavieille  | Honda        | 24     | +1 ronde     | 21   |        |
| 20  | 31 | Igor Jerman          | Kawasaki     | 24     | +1 ronde     | 23   |        |
| 21  | 54 | Anton Gruschka       | Yamaha       | 24     | +1 ronde     | 24   |        |
| 22  | 56 | Jiří Mrkývka         | Honda        | 24     | +1 ronde     | 28   |        |
| 23  | 53 | Paolo Malvini        | Ducati       | 24     | +1 ronde     | 29   |        |
| DNF | 7  | Pierfrancesco Chili  | Ducati       | 21     | Uitgevallen  | 4    |        |
| DNF | 52 | Giorgio Cantalupo    | Ducati       | 7      | Uitgevallen  | 26   |        |
| DNF | 77 | Brett Sampson        | Kawasaki     | 2      | Uitgevallen  | 25   |        |
| DNS | 8  | Akira Yanagawa       | Kawasaki     | 0      | Niet gestart | 8    |        |
| DNS | 34 | Steve Hislop         | Ducati       | 0      | Niet gestart | 16   |        |
| DNS | 25 | Eugene McManus       | Kawasaki     | 0      | Niet gestart | 27   |        |

### Race 2
| Pos | Nr | Rijder               | Constructeur | Rondes | Tijd              | Grid | Punten |
| --- | -- | -------------------- | ------------ | ------ | ----------------- | ---- | ------ |
| 1   | 4  | Carl Fogarty         | Ducati       | 25     | 39:48.996         | 3    | 25     |
| 2   | 7  | Pierfrancesco Chili  | Ducati       | 25     | +3.892            | 4    | 20     |
| 3   | 2  | Aaron Slight         | Honda        | 25     | +4.137            | 2    | 16     |
| 4   | 6  | Simon Crafar         | Kawasaki     | 25     | +6.380            | 5    | 13     |
| 5   | 3  | John Kocinski        | Honda        | 25     | +8.215            | 9    | 11     |
| 6   | 45 | Colin Edwards        | Yamaha       | 25     | +10.163           | 7    | 10     |
| 7   | 22 | Scott Russell        | Yamaha       | 25     | +10.863           | 6    | 9      |
| 8   | 41 | Niall Mackenzie      | Yamaha       | 25     | +19.246           | 11   | 8      |
| 9   | 9  | Neil Hodgson         | Ducati       | 25     | +25.011           | 1    | 7      |
| 10  | 12 | James Whitham        | Suzuki       | 25     | +32.484           | 12   | 6      |
| 11  | 33 | John Reynolds        | Ducati       | 25     | +32.671           | 13   | 5      |
| 12  | 44 | Sean Emmett          | Ducati       | 25     | +48.018           | 17   | 4      |
| 13  | 35 | Gregorio Lavilla     | Ducati       | 25     | +48.216           | 15   | 3      |
| 14  | 13 | Andreas Meklau       | Ducati       | 25     | +1:23.853         | 22   | 2      |
| 15  | 17 | Pere Riba            | Honda        | 25     | +1:42.176         | 20   | 1      |
| 16  | 43 | Christian Lavieille  | Honda        | 24     | +1 ronde          | 21   |        |
| 17  | 31 | Igor Jerman          | Kawasaki     | 24     | +1 ronde          | 23   |        |
| 18  | 54 | Anton Gruschka       | Yamaha       | 24     | +1 ronde          | 24   |        |
| 19  | 52 | Giorgio Cantalupo    | Ducati       | 24     | +1 ronde          | 26   |        |
| 20  | 53 | Paolo Malvini        | Ducati       | 23     | +2 ronden         | 29   |        |
| 21  | 56 | Jiří Mrkývka         | Honda        | 23     | +2 ronden         | 28   |        |
| DNF | 15 | Piergiorgio Bontempi | Kawasaki     | 13     | Uitgevallen       | 10   |        |
| DNF | 11 | Mike Hale            | Suzuki       | 11     | Uitgevallen       | 19   |        |
| DNF | 77 | Brett Sampson        | Kawasaki     | 2      | Uitgevallen       | 25   |        |
| DNF | 16 | Christer Lindholm    | Yamaha       | 1      | Uitgevallen       | 14   |        |
| DSQ | 14 | James Haydon         | Ducati       | 25     | Gediskwalificeerd | 18   |        |
| DNS | 8  | Akira Yanagawa       | Kawasaki     | 0      | Niet gestart      | 8    |        |
| DNS | 34 | Steve Hislop         | Ducati       | 0      | Niet gestart      | 16   |        |
| DNS | 25 | Eugene McManus       | Kawasaki     | 0      | Niet gestart      | 27   |        |

## Supersport
| Pos | Nr | Rijder               | Constructeur | Rondes | Tijd                | Grid | Punten |
| --- | -- | -------------------- | ------------ | ------ | ------------------- | ---- | ------ |
| 1   | 26 | Paolo Casoli         | Ducati       | 23     | 38:32.737           | 1    | 25     |
| 2   | 7  | Thomas Körner        | Ducati       | 23     | +28.279             | 3    | 20     |
| 3   | 17 | Stéphane Mertens     | Suzuki       | 23     | +29.024             | 18   | 16     |
| 4   | 2  | Massimo Meregalli    | Yamaha       | 23     | +31.180             | 7    | 13     |
| 5   | 32 | Marc Garcia          | Honda        | 23     | +31.297             | 11   | 11     |
| 6   | 36 | Christophe Cogan     | Ducati       | 23     | +34.404             | 28   | 10     |
| 7   | 30 | Wilco Zeelenberg     | Yamaha       | 23     | +36.095             | 17   | 9      |
| 8   | 41 | Michaël Paquay       | Honda        | 23     | +37.405             | 10   | 8      |
| 9   | 46 | Jörg Teuchert        | Yamaha       | 23     | +38.148             | 5    | 7      |
| 10  | 22 | Bernard Garcia       | Honda        | 23     | +45.729             | 15   | 6      |
| 11  | 3  | Mauro Lucchiari      | Ducati       | 23     | +48.423             | 16   | 5      |
| 12  | 18 | David Rouge          | Honda        | 23     | +50.138             | 30   | 4      |
| 13  | 51 | Jean-Pierre Jeandat  | Ducati       | 23     | +57.742             | 24   | 3      |
| 14  | 60 | Eric Mahé            | Yamaha       | 23     | +1:00.534           | 23   | 2      |
| 15  | 90 | Bernhard Schick      | Ducati       | 23     | +1:00.624           | 6    | 1      |
| 16  | 57 | Steve Plater         | Honda        | 23     | +1:00.948           | 29   |        |
| 17  | 35 | Giovanni Bussei      | Suzuki       | 23     | +1:01.253           | 37   |        |
| 18  | 4  | Camillio Mariottini  | Bimota       | 23     | +1:13.395           | 22   |        |
| 19  | 40 | Rudi Markink         | Yamaha       | 23     | +1:14.236           | 35   |        |
| 20  | 10 | Wim Theunissen       | Kawasaki     | 23     | +1:14.901           | 25   |        |
| 21  | 14 | Fred Bayens          | Honda        | 23     | +1:15.938           | 9    |        |
| 22  | 8  | Roberto Panichi      | Bimota       | 23     | +1:23.977           | 13   |        |
| 23  | 31 | Marco Risitano       | Kawasaki     | 23     | +1:27.085           | 26   |        |
| 24  | 28 | Jonnie Ekerold       | Suzuki       | 22     | +1 ronde            | 27   |        |
| DNF | 6  | Vittoriano Guareschi | Yamaha       | 19     | Uitgevallen         | 8    |        |
| DNF | 11 | Peter Koller         | Kawasaki     | 17     | Uitgevallen         | 20   |        |
| DNF | 37 | Valerio Destefanis   | Suzuki       | 15     | Uitgevallen         | 32   |        |
| DNF | 88 | Scott Smart          | Ducati       | 15     | Uitgevallen         | 4    |        |
| DNF | 27 | Rubén Xaus           | Honda        | 12     | Uitgevallen         | 12   |        |
| DNF | 34 | Yves Briguet         | Suzuki       | 11     | Uitgevallen         | 19   |        |
| DNF | 9  | Peter Jennings       | Honda        | 10     | Uitgevallen         | 31   |        |
| DNF | 21 | Francisco Riquelme   | Ducati       | 8      | Uitgevallen         | 34   |        |
| DNF | 5  | Serafino Foti        | Ducati       | 2      | Uitgevallen         | 14   |        |
| DNF | 1  | Fabrizio Pirovano    | Ducati       | 0      | Uitgevallen         | 2    |        |
| DNF | 39 | Thomas Hinterreiter  | Kawasaki     | 0      | Uitgevallen         | 38   |        |
| DNS | 13 | Jeffry de Vries      | Yamaha       | 0      | Niet gestart        | 21   |        |
| DNS | 23 | Volker Bähr          | Kawasaki     | 0      | Niet gestart        | 33   |        |
| DNS | 43 | Paul Brown           | Honda        | 0      | Niet gestart        | 36   |        |
| DNQ | 15 | Robert Ulm           | Honda        | 0      | Niet gekwalificeerd |      |        |
| DNQ | 19 | Christian Zwedorn    | Honda        | 0      | Niet gekwalificeerd |      |        |
| DNQ | 55 | Mario Agnoletti      | Ducati       | 0      | Niet gekwalificeerd |      |        |
| DNQ | 16 | José María Martín    | Honda        | 0      | Niet gekwalificeerd |      |        |

## Tussenstanden na wedstrijd

### Superbike
| Pos | Nr | Rijder        | Team     | Punten |
| --- | -- | ------------- | -------- | ------ |
| 1   | 4  | Carl Fogarty  | Ducati   | 110    |
| 2   | 2  | Aaron Slight  | Honda    | 99     |
| 3   | 3  | John Kocinski | Honda    | 96     |
| 4   | 6  | Simon Crafar  | Kawasaki | 81     |
| 5   | 45 | Colin Edwards | Yamaha   | 59     |

### Supersport
| Pos | Nr | Rijder            | Team   | Punten |
| --- | -- | ----------------- | ------ | ------ |
| 1   | 2  | Massimo Meregalli | Yamaha | 38     |
| 2   | 17 | Stéphane Mertens  | Suzuki | 36     |
| 3   | 26 | Paolo Casoli      | Ducati | 25     |
| 4   | 41 | Michaël Paquay    | Honda  | 24     |
| 5   | 32 | Marc Garcia       | Honda  | 22     |

1988 · 1989 · 1990 · 1991 · 1992 · 1993 · 1994 (I) · 1994 (II) · 1995 · 1996 · 1997 · 1998 · 1999 · 2000 · 2001 · 2007 · 2008 · 2009 · 2011 · 2012 · 2013 · 2014 · 2015 · 2016 · 2017 · 2018 · 2019 · 2021 · 2022 · 2023 · 2024 · 2025